# トヨタ・e-com
トヨタ・e-comとは、トヨタ自動車が開発した小型電気自動車である。

## 概要
1997年の第32回東京モーターショーにて初披露された。
都市移動のための新たな手段として提案された2人乗りのシティコミューターである。軽自動車に分類され、小型で小回りが効き、駐車スペースも小さく済む。
モーターは永久磁石型同期モーターをFFレイアウトで搭載し、バッテリーはニッケル・水素蓄電池を採用。家庭用のAC100Vでも充電可能で、約6時間で充電が終了する。最高速度は100km / h、1回の充電で100 km程度（10・15モード）走行可能である。
e-comは過去にMEGAWEBのライドワンなどで試乗可能で、MEGAWEB開業時から2010年12月30日までの間は「E-comライド」という案内軌条式鉄道（ガイドウェイ）上を自動運転するe-comに乗車するアトラクションが存在した。
また、電気自動車共同利用システム「Crayon」において重要な役割を果たす。（下記参照）

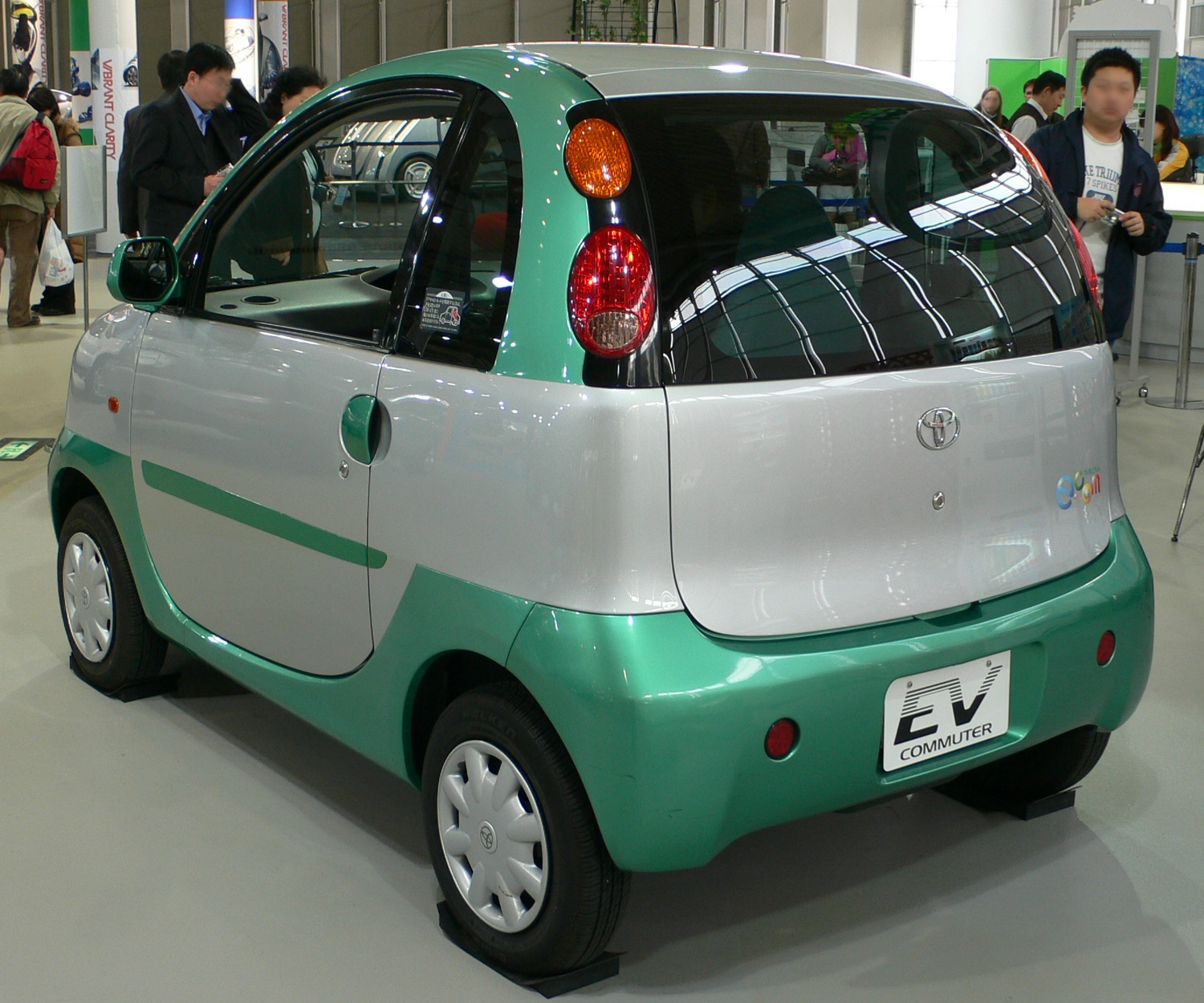
リア

## Crayon
「Crayon（クレヨン）」とは、ITSを利用したe-comの共同利用システムのこと。
限定された地域内の拠点（駅など）にe-comと充電スタンド付き専用駐車場を設置し、通勤通学時に共同利用するシステムで、いわゆる「パークアンドライド」を採用して渋滞緩和と環境負荷低減を図るシステムである。
利用者はイグニッションキーの代わりにICカードを所持し、利用予約や決済などはインターネットを通じて行う。車内にはVICS対応カーナビが搭載され、渋滞情報などが利用者に提供される。e-comの乗り捨ては地域内では自由で、各車両はGPSによって管理される。
トヨタではこの「Crayon」の実証実験を1999年から2006年まで、本社周辺の豊田市・刈谷市・安城市・大府市においてグループ企業4社（豊田自動織機、アイシン精機（現:アイシン）、デンソー、アイシン・エィ・ダブリュ（現:アイシン））と共に行っており、他にも京都市など各地域で実証実験を行った。